# De Bruynewijk
De Bruynewijk – miejscowość (plaats) i strefa (zone) w regionie Savaneta w południowej części kraju autonomicznego Aruba, należącego do Holandii, w Ameryce Południowej. 1 stycznia 2020 r. liczyła 1745 mieszkańców. Jest najmniejszą strefą w regionie. Leży na zachodnim wybrzeżu wyspy.

## Podział administracyjny
W skład strefy wchodzi jedna miejscowość:
- De Bruynewijk

## Demografia
Strefa liczy 1745 mieszkańców (1 stycznia 2020).
| Kobiety | Mężczyźni |
| ------- | --------- |
| 775     | 970       |